# Matang Keupula Lhee
Matang Keupula Lhee is een bestuurslaag in het regentschap Aceh Timur van de provincie Atjeh, Indonesië. Matang Keupula Lhee telt 566 inwoners (volkstelling 2010).